# La teiera
La teiera (Theepotten) è una fiaba dello scrittore e poeta danese Hans Christian Andersen; pubblicata nel 1863, racconta la vita di una teiera e le sue avventure nel mondo.

## Trama
Una bella teiera in porcellana governa in bella mostra il tavolino per il tè. Essa è molto orgogliosa del suo manico e del beccuccio, ma non altrettanto del coperchio in quanto leggermente rotto. È assolutamente fiera di contenere nel suo interno le foglie da tè e di effonderne così i vapori e dissetar gli esseri umani con il proprio contenuto.
Un giorno però la teiera cade per terra, rompendosi sia il manico che il beccuccio. Viene allora donata ad una donna mendicante che la riempie di terra per potervi piantare una pianticella; ed alla teiera capita di provare una felicità del tutto inesprimibile che non aveva mai conosciuto prima.
Alla fine la teiera viene pezzata in due, la pianta rimossa per esser messa in un vaso più grande e i cocci della teiera gettati via; ad essa non rimane così altro che conservare i propri ricordi.